# Іван IV Смілець
Іван IV Смілець (*Иван IV Смилец, бл. 1290 — після 1330) — цар Болгарії у 1298—1300 роках. За іншою нумерацією вважається Іваном II.

## Життєпис
Син болгарського царя Смілеця та доньки візантійського себастократора Костянтина Палеолога (ім'я невідоме, у болгар знана як Смільцена). Ймовірно, у 1298 році задля зміцнення влади батько зробив Івана своїм співволодарем (за прикладом візантійської традиції). У 1299 році після загибелі Смілеця у війні з Чакою і Феодором-Святославом Тертером стає єдиним царем Болгарії. Втім фактична влада була в матері та шварґа Алдимира (чоловіка сестри Марини), деспота Кринської області.
Втім вже у 1300 році внаслідок зради частини бояр Тертер і Чака захопити Тирново, столицю царства. Іван IV разом з матір'ю втік до Кринської області, а звідти у 1305 році до Константинополя. Згодом стає ченцем на Афоні під ім'я Іоасаф. Помер після 1330 року.